# Донское (Восточно-Казахстанская область)
Донское (каз. Донское) — село в Уланском районе Восточно-Казахстанской области Казахстана. Входит в состав Усть-Каменогорского сельского округа. Находится примерно в 28 км к северо-западу от районного центра, посёлка Касыма Кайсенова. Код КАТО — 636265200.

## Население
В 1999 году население села составляло 945 человек (452 мужчины и 493 женщины). По данным переписи 2009 года, в селе проживало 960 человек (461 мужчина и 499 женщин).